# José Francisco Canevaro Valega
José Francisco Canevaro y Valega, duque de Zoagli (Lima, 3 de diciembre de 1836 - Saint-Geours-de-Maremne, 15 de noviembre de 1900) fue un diplomático y estadista peruano.

## Biografía
Hijo del italiano Giuseppe Canevaro, duque de Zoagli, siguió la carrera diplomática y fue ministro plenipotenciario en varias capitales europeas (Londres, Madrid, etc.).
Fue prior del Tribunal del Consulado de Lima y diputado en el Congreso de la República del Perú. Se convirtió en segundo vicepresidente del Perú en 1878 durante el gobierno de Mariano Ignacio Prado.
Casado con María Luisa Soyer de Lavalle, hija de Salvador Soyer Bayot y Mercedes de Lavalle Cabero (nieta de José Antonio de Lavalle y Cortés), es entre otros hermano de Félix Napoleón Canevaro y César Canevaro.
Al regresar a Francia después de una estancia en España, murió en Saint-Geours-de-Maremne, cerca de Dax, durante el descarrilamiento del Sud-Express el 15 de noviembre de 1900. Su funeral fue financiado por la República Francesa.